# مایلا دی پرینس
مایلا دی پرینس (انگلیسی: Michaela DePrince; ۶ ژانویهٔ ۱۹۹۵ – ۱۰ سپتامبر ۲۰۲۴) رقصنده باله اهل ایالات متحده آمریکا بود. وی بین سال‌های ۲۰۱۰ تا ۲۰۲۴ میلادی فعالیت می‌کرد.